# Пивоварова Олександра Ігорівна
Олександра Ігорівна Пивоварова, більш відома як Саша Пивоварова (нар. 21 січня 1985, Москва, СРСР) — російська супермодель, одна з найвідоміших і затребуваних моделей в світі. Відома як єдина модель, що бере участь в рекламній кампанії Prada шість сезонів поспіль. Сашу Пивоварову називають[хто?] «моделлю-інопланетянкою», так як вона має нестандартне обличчя: трикутне, з мигдалеподібними очима, високим чолом і високими, виступаючими вилицями.

## Біографія
Народилася в Москві 21 січня 1985 року. З дитинства мріяла лише про те, щоб малювати, і ця мрія активно підтримувалася її батьками. Разом з мамою вони обійшли всі музеї і виставки столиці, а після школи Саша поступила в РДГУ на факультет історії мистецтва. Саме тут вона познайомилася з фотографом Ігорем Вишняковим і вийшла за нього заміж.
Пивоварова ніколи не мріяла стати моделлю, поки Ігор Вишняков не сфотографував її в 2005 році і передав знімки в міжнародне модельне агентство IMG, таким чином поклавши початок її кар'єрі. У 2005 році Ігор відправив її фото в нью-йоркське модельне агентство IMG, а через 2 тижні Саша вже відкривала шоу Prada в Мілані.
Хоча Саші довелося залишити інститут, вона продовжує малювати. Модель багато подорожує, відвідує кращі музеї світу і студії малювання. Вона малює всюди: на папері, серветках, блокнотах шматочках паперу і всім, чим доведеться: олівцем, вугіллям, навіть кавою або вином.
В 2011 році створила лінію піжам з принтами з власних малюнків для компанії GAP.
У рейтингу світових топ-моделей впливового американського вебсайту модельної індустрії Models.com Пивоварова вказана в розділі «Ікони індустрії», так само як і інша російська топ-модель Наталія Водянова.

## Особисте життя
Чоловік — художник і фотограф Ігор Вишняков. У травні 2012 року в Нью-Йорку Олександра народила дочку. Дівчинку назвали Міа Айсіс.
Саша є вегетаріанкою і не вживає спиртні напої. Своїм секретом краси вона вважає повна відмова від алкоголю і раціональне використання косметики.

## Рекламні кампанії
Знялася в рекламній кампанії Prada. Вже кілька сезонів вона є обличчям косметики Giorgio Armani, компанії Olay і Tiffany. Брала участь у показах будинку Gucci, Chanel, Alexander McQueen, Christian Dior, Calvin Klein, Donna Karan, Louis Vuitton, Marc Jacobs, Ralph Lauren, Chloe, Valentino, Givenchy, Jean-Paul Gaultier, Miu Miu, Hermès, Kenzo, Viktor & Rolf, Dolce&Gabbana, Balenciaga, Zac Pozen, Fendi і Yohji Yamamoto. Протягом двох років Пивоварова з'являлася на обкладинках російського, британського, австралійського, італійського, французького і японського Vogue. У 2008 році стала обличчям вересня календаря Pirelli під назвою «Перлини Сходу». Олександра також є обличчям осінньо-зимової колекції 2011-2012 Reserved.